# Ты водишь!
«Ты водишь!» (англ. Tag) — американский комедийный фильм режиссёра Джеффа Томсика, в основу которого лёг материал газеты The Wall Street Journal. Сценаристы — Роб Маккитрик и Марк Стейлен. Премьера картины состоялась 28 июня 2018 года.

## Сюжет
Хоган «Хогги» Маллой, Боб Каллахан, Рэнди «Чилли» Сильяно, Кевин Соболь и Джерри Пирс играют в салки каждый май с 1983 года. До сих пор Джерри — единственный член группы, который ни разу не был осален. Хогги собирает в команду Боба, Чилли и Кевина для последней попытки пометить Джерри, сказав им, что Джерри планирует уйти в отставку после игры в этом году из-за его предстоящего брака. Ребекка Кросби, репортер из Wall Street Journal, пишущая материал на Боба, присоединяется к ним и решает написать статью о группе друзей. Их также сопровождает жена Хогги Анна.
В своем родном городе они нашли Джерри и попытались осалить его, но тот ушёл от друзей непобеждённым. Предлагая временное перемирие, Джерри представляет им свою невесту Сьюзан. В то время как другие выражают разочарование по поводу того, что их не пригласили на свадьбу, несмотря на их тесные отношения, Джерри знал, что его друзья наверняка попытаются его осалить во время свадебной церемонии. Банда соглашается не играть в игру на любых событиях, связанных с свадьбой, в обмен на приглашения на свадьбу. Несмотря на это, группа делает несколько попыток осалить Джерри. Во время репетиционного обеда Сьюзан говорит ребятам, что она беременна.
Побеждённая группа пытается выстроить новый план. Узнав, что Джерри посещает собрания Анонимных Алкоголиков, группа решает осалить его на следующей встрече, которая состоится в его день свадьбы. При подготовке они блокируют каждый выход и одеваются членами АА. Они делают свой ход и почти салят Джерри, но как только он оказывается в ловушке в церкви, Джерри удаётся спрятаться в хранилище вин на несколько часов. Но прибегает Сьюзан, разгневанная игрой мужа за час до свадебной фотосессии. Джерри пытается оправдаться перед невестой, но у той случается выкидыш. Чилли убежден, что это уловка, но ситуация кажется подлинной, и сам Джерри также говорит им, что он не играет, после чего они вместе со Сьюзан уходят.
Друзья получают сообщения о том, что свадьба откладывается из-за якобы выкидыша. Тем не менее Анна замечает, что подружки невесты сделали одинаковые посты в Instagram, что вызывает у неё подозрения. Одна из подружек невесты с закрытым аккаунтом влюблена в Боба, Анна создает поддельный профиль для Боба, чтобы выманить из подружки невесты правду о свадьбе. Получив доступ к профилю, друзья видят её пост с фотографией Сьюзан в свадебном платье, из чего следует, что свадьба не была перенесена. Разгневанная обманом, банда решает сорвать свадьбу. По прибытии Сьюзан подтверждает фальсификацию, включая беременность. Сердясь на Джерри за ложь, Хогги решает осалить Джерри в конце церемонии, сразу после того, как он и Сьюзан поцелуются. Хогги бросается на Джерри, но промахивается и падает с пастором на землю. Затем Хогги теряет сознание, что, по мнению Джерри, является уловкой.
Все встречаются в больнице, где Хогги говорит им правду: он лгал о том, что Джерри решил завязать с игрой, потому что хотел воссоединиться со своими друзьями после того, как недавно обнаружилось, что Хогги болен раком печени и может не дожить до следующего года. Джерри решает проглотить свою гордость и позволяет Хогги осалить его. Группа снова начинает игру, бегая по больнице, как дети, и меняет свои правила так, что Анна и Ребекка тоже могут играть.
Перед титрами зрителям показывают фотографии, показывающие настоящую группу из десяти человек, которые стали вдохновением для фильма. Они продолжают играть по сей день.

## В ролях
| Актёр            | Роль       |
| ---------------- | ---------- |
| Эд Хелмс         | Хогги      |
| Джереми Реннер   | Джерри     |
| Ганнибал Бересс  | Сейбл      |
| Джейк Джонсон    | Рэнди      |
| Аннабелль Уоллис | Ребекка    |
| Джон Хэмм        | Галахан    |
| Айла Фишер       | Анна       |
| Рашида Джонс     | Шерил      |
| Лесли Бибб       | Сьюзан     |
| Брайан Деннехи   | отец Рэнди |

## Производство
Работа над проектом началась в 2013 году. В этом же году были проданы права на него. Первоначально фильм создавался с участием актёров Уилла Феррелла и Джека Блэка. В марте 2015 года для написания сценария был нанят Роб Маккитрик.
К марту 2016 года к производственной кампании больше не были привязаны Феррелл и Блэк, а Джефф Томсик был официально объявлен режиссёром фильма. В этом же месяце Эд Хелмс и Трейси Морган вошли в актёрский состав. В апреле 2017 года к составу присоединились Джереми Реннер и Ганнибал Бересс; в мае — Джейк Джонсон и Аннабелль Уоллис; в июне — Джон Хэмм, Айла Фишер и Рашида Джонс. Съемки начались 23 июня 2017 года  в Атланте (США) и было объявлено о планах по привлечению к съемкам дополнительных актёров. Лесли Бибб вступила в актёрский состав после начала съемок. Во время разработки киноленты Джереми Реннер сломал локоть на правой руке и запястье на левой руке.